# Angénieux
 (mars 2022).
Angénieux, devenu Thales Angénieux, est un fabricant français d'objectifs photographiques et d'équipements optiques. Ses principaux marchés sont le cinéma, la télévision, l'espace et la médecine. 
Fondée à Paris en 1935 par Pierre Angénieux, la société est établie près de Saint-Étienne à Saint-Héand dans le département de la Loire, village natal de son fondateur. Sa spécialité d'origine est la conception et la fabrication d'optiques de précision pour le cinéma et la photographie. Évincée du marché amateur dans les années 1960, elle a recentré son activité sur deux productions qui ont fait sa réputation : l’optique spatiale et les zooms. 
Intégrée au groupe Thales en 1993, Thales Angénieux — depuis 2017 établissement de la société Thales Land and Air Systems France — conçoit, développe et produit également de l'optique militaire, principalement des jumelles de vision nocturne.

## Historique
Pierre Angénieux fonde les établissements Angénieux à Paris en 1935. Ils produisent principalement des optiques complexes pour la photographie et pour le cinéma, ainsi que des systèmes optiques militaires. En 1939, un second site de production est ouvert à Saint-Héand à l'instigation du ministère de la Défense nationale et de la Guerre. De 1940 à 1945, pendant la Seconde Guerre mondiale, une petite production se maintient à Saint-Héand grâce à la persistance d'une activité cinématographique en zone libre ; Angénieux  développe de nouvelles méthodes de calcul de combinaisons optiques.
En 1950 Angénieux lance le premier objectif grand-angulaire Rétrofocus pour rendre compatibles de courtes distances focales avec une visée reflex directe ; en 1953,l'entreprise commercialise ses premiers objectifs à très grande ouverture (f/0,95).
- 1954 : nomination d'André Masson à la direction scientifique et technique de la société.
- 1956 : lancement du premier zoom à compensation mécanique (solution au problème de la conservation de la mise au point sur toute la plage de variation de la distance focale).
- 1958 : sortie du premier zoom de rapport 10, distingué par l'Academy of Motion Picture Arts and Sciences en 1964.[réf. nécessaire]
- 1964 : équipement de la sonde spatiale Ranger VII de la NASA (premières images américaines de la face cachée de la lune)[5],[6].
- 1969 : équipement de la mission Apollo XI (premiers pas de l'homme sur la lune)[5].
- 1972 : mise au point de projecteurs à lumière froide pour blocs opératoires chirurgicaux. L'usine compte alors 671 salariés[7].
- 1976 : développement d'un zoom de rapport 42, le plus puissant du monde.[réf. nécessaire]
- 1977 : équipement de la station orbitale Skylab (cette collaboration se poursuivra avec la navette spatiale)[réf. nécessaire] ; mise au point d'un endoscope à faisceau orientable.
- 1978 : introduction des zooms à guidage laser infrarouge ; engagement dans la partie optique du programme SPOT (satellite européen d'observation terrestre) aux côtés de REOSC.
- 1986 : rachat par le groupe Essilor[8] (repreneur en 1972 du fabricant d'objectifs Benoist-Berthiot) ; lancement du programme de recherche de Thomson-CSF sur la télévision « haute définition » ; mise sur orbite du satellite SPOT 1.
- 1990 : Oscar d'honneur décerné à Pierre Angénieux par l'Academy of Motion Picture Arts and Sciences.[réf. nécessaire]
- 1993 : dépôt de bilan puis rachat de la société par le groupe Thomson-CSF (directeur général : Denis Suverra ; président : Jean-François Pernotte ; effectif ramené à 184 personnes) ; reprise de la branche médicale de la société par Air liquide qui lui sous-traite la fabrication des projecteurs à lumière froide pour salles d'opération[9].
- 1994 : abandon de la production d'objectifs pour appareils photographiques.
- 1996-1998 : développement de lunettes à intensification de lumière (les commandes militaires représentent près de la moitié du chiffre d'affaires de la société) ; réinvestissements dans le développement et la production de zooms pour le cinéma et la télévision, ce qui fait d'Angénieux le « dernier fabricant occidental de zooms de caméra » (700 à 800 unités par an)[10].
- 1998 : modernisation du centre de recherche et de l'usine.
- 2000 : changement de direction à la tête de l'entreprise (directeur général : Denis Levaillant ; président : Benoît Bazire).
- 2002 : sortie du premier zoom léger et compact Optimo.
- 2005 (décembre) : nomination de Philippe Parain au poste de président-directeur général avec mission de relancer l'entreprise.
- 2008 : sélection par le ministère français de la Défense de la jumelle de vision nocturne Minie-D équipée d'un tube intensificateur de lumière de la société Photonis  (Brive-la-Gaillarde[11]) pour le système de « fantassin du futur Félin » (maître d’œuvre Sagem Défense et Sécurité).
- 2009 : Oscar scientifique et technique attribué à quatre ingénieurs de la société pour la conception optique et mécanique des zooms Optimo 15–40 mm et 28–76 mm[12].
- 2010 : création d'un nouveau logo à l'occasion de la célébration du soixante-quinzième anniversaire de la marque (16 décembre).
- 2011 : présentation du 3e Optimo compact (focales 45–120 mm) au salon de la National Association of Broadcasters de Las Vegas.
- 2011 (décembre) : nomination de Pierre Andurand au poste de Président.
- 2012 : Technical Achievement Award 2012 decerné par la Society of Camera Operators (SOC) pour la gamme de zooms portables Optimo15-40, 28-76 et 45–120 mm.[réf. nécessaire]
- 2012 : lancement d'une nouvelle gamme de zooms anamorphiques Optimo A2S.
- 2013 : création de l'hommage Pierre Angénieux Excellens in Cinematography (en) en partenariat avec le festival de Cannes sous l'impulsion de Pierre Andurand, hommage destiné à mettre en avant la carrière d'un directeur de la photographie.
- 2014 : Bert Easey Award décerné par la British Society of Cinematographers (BSC)[13].
- 2016 : introduction du concept IRO Technology (interchangeable rear optics) permettant grâce à la conception optique d'offrir une adaptation native à plusieurs standards, avec la présentation du 3e zoom de la gamme anamorphique Optimo 44-440 A2S.
- 2017 : annonce à l'AFC du nouveau zoom Optimo Ultra 12x Multiple Format Design qui sera présenté en septembre au salon IBC. Avec l'IRO Technology, il couvre différents formats via les versions S35, U35 et FF/VV
- 2017 : Le 21 décembre 2017, dans le cadre de la simplification de la structure du groupe, la société est absorbée par Thales Land & Air Systems France et radiée du registre du commerce[14]. Le président de la marque Angénieux devient Emmanuel Sprauel.
- 2019 : sous son impulsion, Angénieux élargit sa gamme Optimo aux focales fixes pour le format full frame en développant une gamme Optimo Primes présentée au festival de Cannes. Cette gamme de 12 focales innove sur le marché avec sa technologie IOP  (integrated optical palette) qui permet la création d'effets artistiques personnalisés et avec des iris interchangeables.
- 2021 : poursuite du renouvellement de la gamme FF avec l'annonce au festival de Cannes de deux nouveaux zooms Optimo Ultra Compact 21-56 FF et 37-102 FF

### Identité visuelle

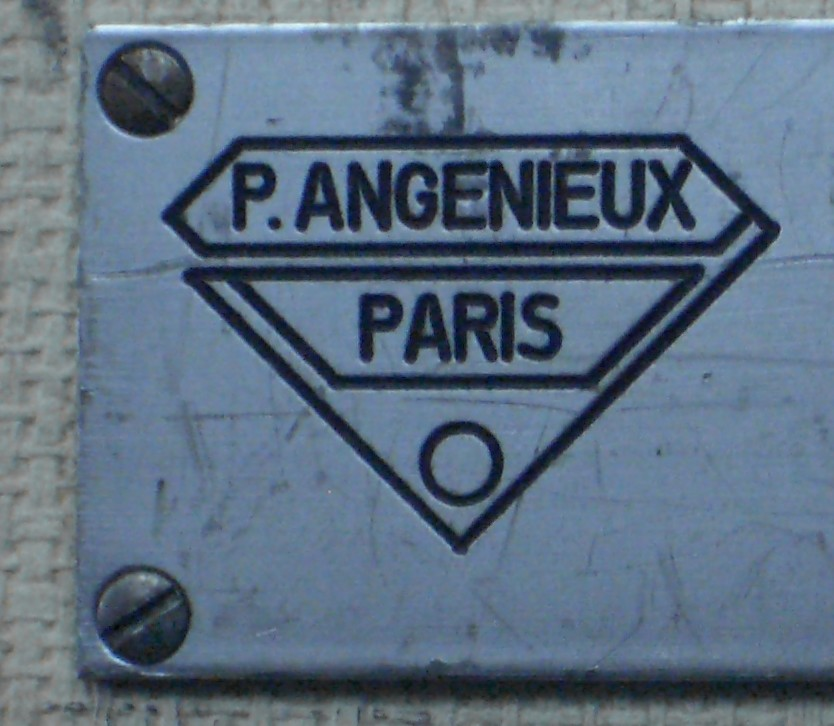
Marque de fabrique historique.
Logo actuel depuis décembre 2010.

### Personnalités
- Pierre Angénieux (1907-1998), ingénieur-opticien, fondateur. Retraité en 1975.
- André Masson, ingénieur, directeur scientifique et technique (1954-?).
- Philippe Parain, ingénieur-électronicien, président-directeur général (2005-?).
- Pierre Andurand, président (2011-2017).
- Emmanuel Sprauel, président (2017-)

### Production d'objectifs
Angénieux a produit des objectifs pour les marques suivantes :
- Appareils à objectif fixe :
  - Atoms
  - Kodak
  - Photorex
  - Pontiac
  - Royer
  - Simda
  - SEM
  - Tiranty

- Appareils à objectifs interchangeables :
  - Alpa
  - Canon
  - Exakta
  - Leica
  - Nikon
  - Rectaflex
- Caméras à objectifs interchangeables :
  - Aaton
  - Arriflex
  - Beaulieu
  - Bell & Howell
  - Caméflex
  - Debrie
  - Paillard-Bolex
  - Pathé

## Expositions
- 9 mars - 6 novembre 2017 : ZOOM ! Angénieux : Changez d'optiques, Musée d'art et d'industrie, Saint-Étienne[15],[16].